# Philippe Clergeau
Pas d'image ? Cliquez ici

a Compétitions nationales et continentales officielles uniquement.

b Matchs officiels uniquement.
Philippe Clergeau, né le 19 juillet 1955, est un joueur international français de rugby à XIII et de rugby à XV dans les années 1970. Il occupe au cours de sa carrière le poste de troisième ligne à XIII.
Formé au rugby à XV, il joue par la suite en rugby à XIII au sein de Bordeaux XIII, prenant part au Championnat de France. Ses qualités sont remarquées par les sélectionneurs de l'équipe de France puisqu'il dispute une rencontre face à l'Australie lors de la Coupe du monde en 1975.
En 1977, il revient au rugby à XV et signe au C.A. Bègles.

## Biographie
En 1977, il retourne au rugby à XV et signe pour le C.A. Bègles

## Palmarès

### Coupe du monde
| Édition             | Rang      | Résultats France | Résultats Clergeau | Matchs Clergeau |
| ------------------- | --------- | ---------------- | ------------------ | --------------- |
| Coupe du monde 1975 | Cinquième | 1 v, 1 n, 6 d    | 0 v, 0 n, 1 d      | 1/6             |

Légende : v = victoire ; n = match nul ; d = défaite.

### Détails en sélection
| 1. | 26 octobre 1975 | Australie | 2-41 | Coupe du monde | Remplaçant | - | - | - | - |